# Spuk im Reich der Schatten
Spuk im Reich der Schatten war die fünfte Kinderserie aus der „Spuk“-Reihe von Günther Meyer und damit die Fortsetzung von Spuk aus der Gruft. Erstmals wurde das Drehbuch nicht von C.U. Wiesner mitgeschrieben, sondern von Hans-Georg Struck.

## Handlung
Im Glassarg der Gruft hat nun Balthasar, der wahre Mörder des Schäfers, den Platz seines Bruders Friedrich einnehmen müssen. So hat Friedrich Freiherr von Kuhlbanz endlich seinen Frieden im Schattenreich gefunden. Noch immer sucht jedoch Maja einen Weg zu ihm und hält an ihrer Liebe zu Friedrich fest. Offenbar will sich Balthasar jedoch ihre Sehnsucht zunutze machen, um an von Kuhlbanz seinen Rachedurst zu stillen. Ein Opfer und schwarze Magie kommen ihm bei seinem teuflischen Plan gerade recht.

## Episoden
1. Besuch aus dem Grab
2. Der Kuss der Mumie
3. Das Tor zum Schattenreich
4. Balthasars Rache

## Hintergrund
Im zweiten Teil dieser Spuk-Reihe geht es wieder um die Legende von „Ritter Kahlbutz“. Ein Großteil dieser Mini-Serie wurde in einem stillgelegten Kalkbergwerk gedreht. Ihre Fortsetzung fand die Serie in der Reihe Spuk am Tor der Zeit.

## DVD-Veröffentlichung
Bei Icestorm Entertainment erschienen Spuk aus der Gruft, Spuk im Reich der Schatten und Spuk am Tor der Zeit im Jahr 2010 als Trilogie zusammen in einer Box.